# Slade School of Fine Art

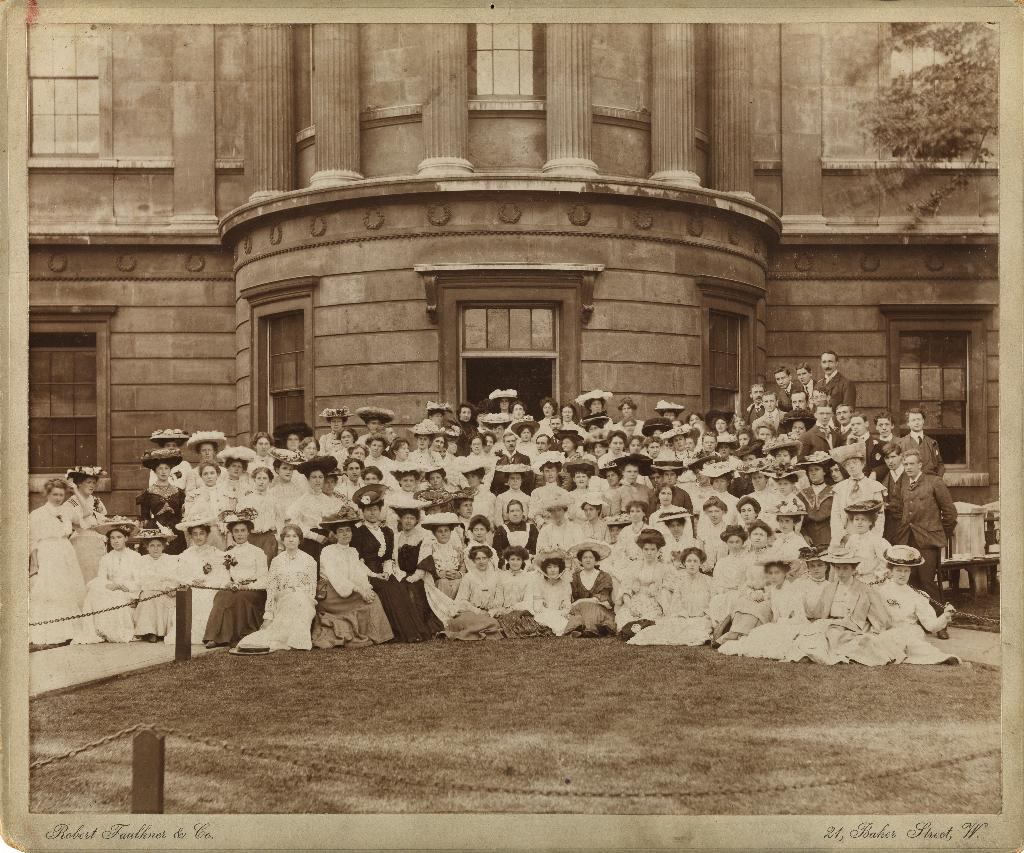
Studenter vid Slade 1905

Slade School of Fine Art är en skola i London i Storbritannien. Skolan startades 1868 av Felix Slade. Några exempel på de konstnärer som har studerat på skolan är Carl Palme, Henry Tonks, Wilson Steer, Randolph Schwabe, Lucian Freud, Reg Butler, Sigvard Olsson, Kathleen Scott och Roger Fry.